# 尖吻蛇鳗
尖吻蛇鳗（学名：Ophichthus apicalis），又稱顶蛇鰻，俗名為土龍，为蛇鳗科蛇鳗属的鱼类。分布于印度尼西亚、菲律宾、新加坡、马达加斯加、台湾沿海以及南海及东海等。该物种的模式产地在苏门答腊。

## 特徵
本魚吻尖，通常超過下腭。上唇邊緣無皮褶。齒圓錐狀或尖銳，上下頜骨齒及鋤骨齒均為單列。背鰭起點在胸鰭之上方。脊椎骨數145至148。體長為體高之40至41倍；圓型，頭較膨大，吻無皮褶；前鼻孔呈管狀，後鼻孔則為裂縫狀；胸鰭小，無尾鰭，有側線。背部褐色；腹部色淺。體長可達45公分。

## 生態
多數棲息在100公尺深的以內的大陸棚海域之沙泥底。